# Miguel Ángel Espino
Miguel Ángel Espino (Santa Ana; 17 de diciembre de 1902-El Salvador; 1 de octubre de 1967) fue un escritor, periodista y abogado salvadoreño.

## Biografía

### Familia
Nació en el seno de una familia de  literarios, fue hijo del poeta Alfonso Espino, hermano del joven poeta Alfredo Espino, autor de la antología Jicaras tristes, y su abuelo materno don Antonio Najarro (1850-1890), publicó la obra poética Ecos del alma. Se casó con doña María Luisa Nieto.

### Trabajo literario

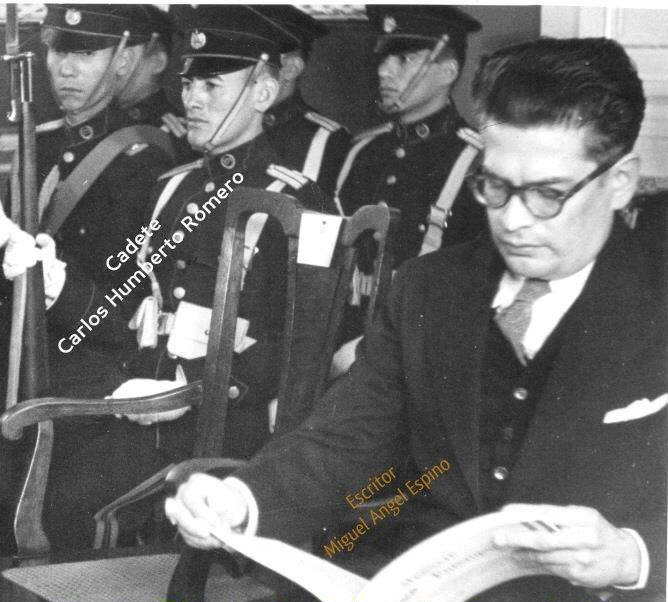
Escritor Miguel Ángel Espino y al entonces Cadete Carlos Humberto Romero - 1947

Durante los años 20, trabajó como periodista en los diarios de la época: Diario Latino y La Prensa. Él ingresó a la Facultad de Jurisprudencia y Ciencias Sociales de la Universidad de El Salvador en 1921; en 1927 viajó a México, para trabajar en la delegación diplomática de su país, allí habría de culminar su doctorado en Jurisprudencia en la Universidad Nacional Autónoma de México UNAM en 1928.
Se dedicó a la narrativa, desde su juventud. A los 17 años publicó Mitología de Cuscatlán, recopilación de antiguas leyendas indígenas. Además publicó una colección de cuentos titulada Como cantan allá (1926). Publicó también dos novelas: Trenes (1940) y Hombres contra la muerte (1947), su obra más reconocida, ambientada en Belice; ambas fueron traducidas al inglés y al francés. El Gobierno de El Salvador le otorgó en 1948, un premio literario, por su obra Hombres contra la muerte.
La prosa de Espino ha sido descrita como «valiente y audaz» por atreverse a romper mitos acerca del pasado indígena. En general, el objetivo primordial siempre es dar a conocer a los salvadoreños la cultura de los antepasados y demostrar que pueden retomarse costumbres y tradiciones. Expresó en varias ocasiones que su mayor sueño fue el de educar a los indígenas que aun existían para que se integrasen a la sociedad moderna, fomentando así sus aportes a la cultura.
No suelen hacerse comparaciones con su hermano por la profunda diferencia de estilo entre ambos; sin embargo, existen ligeros puntos en común, por ejemplo la forma detallada de describir cada elemento percibido por medio de metáforas y símiles. A pesar de haber crecido juntos, Miguel era mucho más realista que Alfredo, viendo el mundo —y describiéndolo a través de la literatura— de una forma más real y palpable, como reflejo inequívoco del pasado.
Expresó reiteradamente su profunda admiración por Alberto Masferrer, al cual calificaba de maestro, dándole el apelativo de «Apóstol de la armonía social en El Salvador».

### El final de su vida
En 1951, debido al daño que le causó un derrame cerebral, tuvo que poner fin a su carrera literaria, evitándole acabar su novela inspirada sobre el caudillo centroamericano Francisco Morazán. Su familia lo trasladó a México, donde permaneció retirado los últimos años de su vida.